# Myopias tasmaniensis
Myopias tasmaniensis é uma espécie de formiga do gênero Myopias, pertencente à subfamília Ponerinae.